# Bitwa w Gaju Oliwnym (1205)
Bitwa w Gaju Oliwnym, miała miejsce wiosną 1205 roku w pobliżu miasta Koroni na terenie Mesenii, regionu leżącego na terenie półwyspu Peloponeskiego. Do starcia doszło między siłami łacinników a Grekami i zakończyło się ono zwycięstwem przybyszów z Europy zachodniej. Bitwa miała decydujące znaczenie w procesie podboju ziem greckich przez łacinników. Nazwa bitwy pochodzi od licznych gajów oliwnych istniejących wokół miasta Modon.
W 1204 roku Konstantynopol został zdobyty przez siły IV krucjaty i Republikę Wenecką. Przejęcie władzy nas stolicą Bizancjum zaowocowało powstaniem Cesarstwa Łacińskiego i szeregu innych państw założonych przez krzyżowców na terenach współczesnej Grecji i Turcji. Okres rządów łacinników nosi w historiografii greckiej nazwę Frangokratia (grecki:Φραγκοκρατία) lub Latinokratia (grecki:Λατινοκρατία), co w dosłownym tłumaczeniu na polski znaczy: rządy Franków/łacinników.
Po upadku Konstantynopola, część rycerzy biorących udział w wyprawie, zasilona nowymi ochotnikami wyprawiła się na Peloponez aby walczyć przeciwko miastom i wojskom uznającym władzę bizantyjską. Szacuje się, iż ich liczba wynosiła od 500 do 700 rycerzy. Dowódcami byli Wilhelm I i Gotfryd I. Do walnej bitwy z wojskami Michała I Angelosa doszło na terenie Mesenii. Bizantyjczycy mieli przewagę, liczebność ich wojsk szacuje się na około 5 000, ale i tak ponieśli porażkę. Krzyżowcy rozbili ich i zmusili do odwrotu, tłumiąc w ten sposób zorganizowany opór Greków na Peloponezie. Owocem sukcesu odniesionego w 1205 roku było powstanie księstwa Achai, której pierwszym władcą został Wilhelm z Champlitte.

## Tło
Nie wszyscy krzyżowcy biorący udział w walkach o Konstantynopol pozostali w mieście. Wielu wróciło z bogatymi łupami do Europy, ale byli też i tacy który mimo zdobytych bogactw pragnęli wykroić sobie fragment Bizancjum i stworzyć własne państwo. Wśród nich był Bonifacy z Montferratu, jeden z ważniejszych dowódców IV krucjaty. Gdy stracił szansę na objęcie władzy nad Bosforem, zebrał swoich ludzi i wyprawił się na Bałkany. Zdobył Tessaloniki, drugie co do wielkości miasto Cesarstwa Bizantyjskiego i ogłosił się królem. Było to w roku 1204. Jesienią za jego przykładem postanowił pójść Wilhelm z Champlitte. Wraz ze swoim hufcem udał się początkowo do Tessaloniki, ale potem ruszył dalej na południe aż dotarł do Morei. Tam spotkał się z siłami Gotfryda Villehardouin, który wracając z Palestyny, zawinął do portu w Modon.
Połączone siły obydwu dowódców liczyły od 500 do 700 rycerzy i kilkuset żołnierzy. Champlitte i Villehardouin ruszyli razem na podbój Morei. Przy pomocy Jana  Kantakuzena zdobyli Modenę, jedno z głównych miast regionu. Następnie podporządkowali sobie inne znaczniejsze ośrodki zachodniego Peloponezu, nie spotykając się ze zdecydowanym oporem ze strony Greków. Wiadomości o ich sukcesach dotarły do Michała Angelosa, ówczesnego bizantyjskiego namiestnika Peloponezu. Michał zebrał wówczas wojska z Lakonii, Arkadii i Argolidy i wraz z Michałem Kantakuzenem, synem wspomnianego wyżej Jana, ruszył by zatrzymać postępy łacinników. Do spotkania obydwu armii doszło w Mesenii, nieopodal Koroni.

## Teksty źródłowe
Głównymi źródłami w których pojawiają się opisy bitwy są Kronika zdobycia Konstantynopola autorstwa Gotfryda Villehardouin, napisana między 1207 a 1212 rokiem i Kronika Morei anonimowego autora, spisana około 1300 roku. Obydwa teksty ukazują tamte wydarzenia z punktu widzenia łacinników. Pierwszy został napisany przez wuja jednego ze zwycięskich dowódców. Autor drugiego jest wprawdzie anonimowy, ale wiadomo o nim iż prawdopodobnie był mieszanego, grecko- łacińskiego pochodzenia (Gasmouloi, po grecku:γασμοῦλοι). Mimo greckich korzeni dość wyraźnie sprzyja on łacinnikom, opisując ich jako lepszych wojowników niż miejscowi.

## Bitwa
Według Kroniki Morei siły frankijskie liczyły 700 zbrojnych a bizantyjskie około 4000 razem z konnicą. Gotfryd z Villehardouin, wujek biorącego udział w walkach Gotfryda, pisze natomiast iż armia Michała I liczyła około 5000 żołnierzy, natomiast wojska łacinników około 500. Mimo znacznej przewagi liczebnej łacinnikom udało się odnieść zdecydowane zwycięstwo, niszcząc w ten sposób zorganizowany opór Greków na Peloponezie, co zaowocowało później podbojem większości terenów półwyspu. Po tej klęsce Michał Angelos zbiegł do Epiru, gdzie objął władzę, dając początek państwu znanemu jako Despotat Epiru.
Dokładne położenie gaju oliwnego w pobliżu którego rozegrała się bitwa jest nieznane. Gotfryd wspomina iż pole walki znajdowało się jeden dzień drogi od miasta Modon, ale nie podaje żadnych bliższych informacji. Na podstawie tej wzmianki ciężko określić miejsce, ponieważ w okolicach Modonu do dzisiaj znajduje się wiele gajów oliwnych. Kronika Morei, obok imienia własnego (Kountouras), prawdopodobnie właściciela owego gaju, podaje też nazwę miejsca: Kepeskianous (grecki:Κηπησκιάνους). Ta druga nazwa nie pojawia się jednak nigdzie indziej i nie wiadomo co miał na myśli anonimowy autor kroniki.
Gotfryd z Villehardouin opisuję bitwę w ten sposób:

Zatem Wilhelm z Champlitte i Gotfryd Villehardouin wyruszyli wraz z setką rycerzy i dużą liczbą konnych do ziemi zwanej Moreą i podróżowali aż dotarli do miasta Modon. Michał Angelos, dowiedziawszy się, iż przebywają tam z nieznacznymi siłami, zebrał swoje wojska, których liczba była wielka i wyruszył za nimi, myśląc iż nie są oni w niczym lepsi od więźniów i znajdują się na jego łasce. Gdy zaś oni dowiedzieli się o zbliżającym się przeciwniku, umocnili Modon, który już dawno zdobyli i umieścili w nim swoje zapasy i pomniejsze oddziały. Po tych przygotowaniach zebrali wszystkich ludzi których mieli i wyprowadzili ich z miasta na odległość jednego dnia drogi. Szanse wydawały się nieznaczne bo nie mieli więcej niż 500 mężów a wróg ich, miał prawie 5 000. Ale wydarzenia potoczyły się tak jak chciał Bóg i nasi ludzie pokonali Greków, siejąc wśród nich popłoch. I ponieśli Grecy ciężkie straty a ci którzy walczyli po naszej stronie zdobyli wiele koni i broni oraz wiele innych dóbr i powrócili bardzo radośni i szczęśliwi do miasta Modon

## Następstwa
Bitwa w Gaju Oliwnym miała kluczowe znaczenie w procesie podboju Peloponezu przez łacinników. Dzięki zwycięstwu nad wojskami Michała I, pozbyli się jedynego zagrożenia dla swojej władzy w Morei. W Andrawidzie, gdzie Wilhelm miał swoją siedzibę, zostali przywitani przez ludność i dostojników kościoła jako zwycięzcy i jedyni panowie tych ziem. Jedynymi punktami oporu dla panów łacińskich pozostawały zamki Nauplion i Akrokorynt, stanowiące własność lokalnego władcy greckiego Leona Sgurosa. Ostatecznie miasta te zostały zdobyte w 1210 (Akrokorynt) i 1212 (Nauplion).